# Trossö-Kalvö-Lindö
Trossö-Kalvö-Lindö este o arie protejată (arie specială de conservare — SAC, sit de importanță comunitară — SCI) din Suedia întinsă pe o suprafață de 891 ha, integral pe uscat.

## Localizare
Centrul sitului Trossö-Kalvö-Lindö este situat la coordonatele 58°46′36″N 11°09′06″E / 58.7766°N 11.1517°E.

## Înființare
Situl Trossö-Kalvö-Lindö a fost declarat sit de importanță comunitară în decembrie 1995 pentru a proteja 1 specie de animale. Situl a fost protejat și ca arie specială de conservare în martie 2011.

## Biodiversitate
Situată în ecoregiunile boreală și marină Atlantică, aria protejată conține 17 habitate naturale: Terase mlăștinoase și terase nisipoase neacoperite de apă la reflux, Pajiști cu Molinia pe soluri calcaroase, turboase sau argilos-nămoloase (Molinion caeruleae), Pajiști uscate europene, Mlaștini turboase de tranziție și turbării mișcătoare, Pajiști fino-scandinave uscate până la mezice, bogate în specii de altitudine mică, Vegetație perenă pe țărmurile stâncoase, Pășuni atlantice udate de apa mării (Glauco-Puccinellietalia maritimae), Recifuri, Faleze cu vegetație de pe coastele atlantice și baltice, Fânețe de joasă altitudine (Alopecurus pratensis, Sanguisorba officinalis), Pajiști uscate seminaturale și facies de acoperire cu tufișuri pe substraturi calcaroase (Festuco-Brometalia) (* situri importante pentru orhidee), Vegetație anuală la limita mareei, Roci stâncoase cu vegetație pionieră de Sedo-Scleranthion sau Sedo albi-Veronicion dillenii, Salicornia și alte specii anuale care populează regiunile mlăștinoase și nisipoase, Pante stâncoase silicioase cu vegetație casmofită, Pajiști umede nord-atlantice cu Erica tetralix, Golfuri mici largi și golfuri puțin adânci.
La baza desemnării sitului se află o specie protejată de  nevertebrate: Vertigo angustior.